# Meike Uiterwijk Winkel
Meike Uiterwijk Winkel (Hoogeveen, 4 december 1999) is een Nederlandse wielrenster.
In 2017 werd Uiterwijk Winkel nationaal kampioene bij de junioren. In 2018 en 2019 reed ze voor Parkhotel Valkenburg en in 2023 en 2024 voor GT Krush Rebel Lease. Per 2025 maakte ze de overstap naar het Italiaanse BePink-Imatra-Bongioanni.

## Uitslagen in voornaamste wedstrijden
| Jaar | Ronde van Italië | Ronde van Frankrijk | Ronde van Spanje |
| ---- | ---------------- | ------------------- | ---------------- |
| 2018 |                  |                     | 36e              |
| 2019 |                  |                     |                  |
| 2020 |                  |                     |                  |
| 2021 |                  |                     |                  |
| 2022 |                  |                     |                  |
| 2023 |                  |                     |                  |
| 2024 |                  |                     |                  |
| 2025 | opgave           |                     | 97e              |

| Jaar | Milaan-San Remo | Gent-Wevelgem | Ronde van Vlaanderen | Amstel Gold Race | Omloop Het Nieuwsblad | Le Samyn | Ronde van Drenthe |
| ---- | --------------- | ------------- | -------------------- | ---------------- | --------------------- | -------- | ----------------- |
| 2018 |                 |               |                      |                  |                       |          |                   |
| 2019 |                 |               |                      |                  | opgave                | opgave   |                   |
| 2020 |                 |               |                      |                  |                       |          |                   |
| 2021 |                 |               |                      |                  |                       |          |                   |
| 2022 |                 |               |                      |                  |                       |          |                   |
| 2023 |                 |               |                      | opgave           |                       |          | 62e               |
| 2024 |                 |               |                      | 118e             |                       |          |                   |
| 2025 | 96e             | 100e          | opgave               | 93e              |                       |          |                   |

## Ploegen
- 2018 –  Parkhotel Valkenburg
- 2019 –  Parkhotel Valkenburg
- 2023 –  GT Krush Rebel Lease
- 2024 –  GT Krush Rebel Lease
- 2025 –  BePink-Imatra-Bongioanni

De Boer · Van der Burg · Buysman · De Gast · Van Gogh · Hoeksma · Raaijmakers · Roberts · De Ruiter · Solovej · Stougje · Uiterwijk Winkel · Van Veen · Wiebes
Adegeest · De Boer · Buysman · Duyck · De Gast · Knetemann · F.Markus · Nagengast · Raaijmakers · De Ruiter · Swinkels · Uiterwijk Winkel · Van der Meer · Van Veen · Vollering · De Vuyst · Wiebes